# Bodenhausen (Waldeck)
Koordinaten: 51° 12′ 30″ N, 9° 4′ 30″ O
Bodenhausen war eine im Jahre 1487 erstmals urkundlich erwähnte Hofstelle in der heutigen Gemarkung der Kernstadt Waldeck im nordhessischen Landkreis Waldeck-Frankenberg.

## Geographische Lage
Der Hof, Besitz der Grafen von Waldeck, befand sich auf 296 m Höhe rund 1,5 km ostnordöstlich der gräflichen Residenz Schloss Waldeck und etwa 250 m östlich der heutigen Bebauungsgrenze der Stadt Waldeck – unter der dortigen Hochspannungsleitung. Heute liegt die Stelle in einem Waldstreifen am westlichen Hang des Tals der hier von Norden der Eder im Süden zufließenden Netze. Etwa 50 m östlich verläuft im Bachtal der von 2008 bis 2012 auf der Trasse des stillgelegten Mittelabschnitts der Ederseebahn (Bad Wildungen – Korbach) angelegte Ederseebahn-Radweg, und weitere 50 m östlich verläuft parallel dazu die Bundesstraße 485. Der Schadehausweg von Waldeck zur B 485 führt etwa 80 m südlich an der Wüstung vorbei.

## Geschichte
Der Hof findet im Jahre 1487 bei der Teilung der Grafschaft Waldeck Erwähnung: der Hof „zu Bodenhausenn“ sollte zwischen Graf Philipp II. von Waldeck-Eisenberg und Graf Heinrich VIII. von Waldeck-Wildungen geteilt werden, aber Heinrich überließ seinem Vetter den Gebrauch. Der Ort wird danach als „Boddenhausen“ noch einmal im Jahre 1537 und schließlich 1738, als die Herren von Geismar dort zwei Morgen als waldecksches Lehen innehatten, letztmals urkundlich erwähnt. Da war der gräfliche Gutshof wohl schon lange aufgegeben worden.